# Albaret-Sainte-Marie
Albaret-Sainte-Marie (okcitán nyelven Albaret Santa Marie) község Franciaország déli részén, Lozère megyében. 2011-ben 567 lakosa volt.

## Fekvése
Albaret-Sainte-Marie a Margeride-hegység nyugati előterében fekszik, 970 méteres  (a községterület 767-1139 méteres) tengerszint feletti magasságban, Lozère és Cantal megyék határán. A község keleti határát a Truyère folyó szurdokvölgye alkotja. A község területének 24%-át (388 hektár) erdő borítja.
Nyugatról Les Monts-Verts és Saint-Just, északnyugatról Loubaresse, északkeletről La Fage-Saint-Julien, keletről Blavignac, délről pedig Saint-Chély-d’Apcher községekkel határos. Az N9-es út és a D8-as megyei út köti össze Saint-Chély-d´Apcher-val (10 km). Határában halad az A75-ös autópálya (La Méridienne).
A községhez tartoznak La Roche, La Garde és Orfeuille szórványtelepülések.

## Története
A falu a középkorban Gévaudan Apcher-i báróságához tartozott, La Garde vára a báróság határait védte.
Albaret-Sainte-Marie az elvándorlással és a falusi térségek elnéptelenedésével küzdő Lozère megye azon ritka községeinek egyike, ahol az utóbbi időben nőtt a lakosságszám.

## Demográfia
| Év   | Lakosság |
| ---- | -------- |
| 1793 | 478      |
| 1851 | 479      |
| 1876 | 490      |
| 1901 | 469      |
| 1936 | 426      |

| Év   | Lakosság |
| ---- | -------- |
| 1946 | 387      |
| 1954 | 374      |
| 1962 | 363      |
| 1968 | 320      |

| Év   | Lakosság |
| ---- | -------- |
| 1975 | 309      |
| 1982 | 333      |
| 1990 | 338      |
| 2010 | 564      |

## Nevezetességei
- Temploma a 12. században épült román stílusban, harangjait 1740-ben öntötték.
- La Garde kápolnája modern épület az eredetileg 17. századi kápolna helyén.
- Château de la Garde – a 14. századi eredetű vár romjai a Truyère-völgy fölé magasodó sziklán állnak. A Gévaudan és Auvergne határán álló vár 1795-ben égett le.
- Château d'Orfeuillette – a 19. századi kastély ma szállodaként működik.
- A világ legkisebb múzeuma (Guinness-rekord) egy egykori kenyérsütő kemencében található.
- 17. századi kőkereszt (Peyre)
- Régi híd a Truyère felett

## Híres emberek
- Théophile Roussel (1816-1903) – lozère-i szenátor, neves 19. századi politikus sokáig az Orfeuillette-kastélyban élt, itt is halt meg.

## Képtár

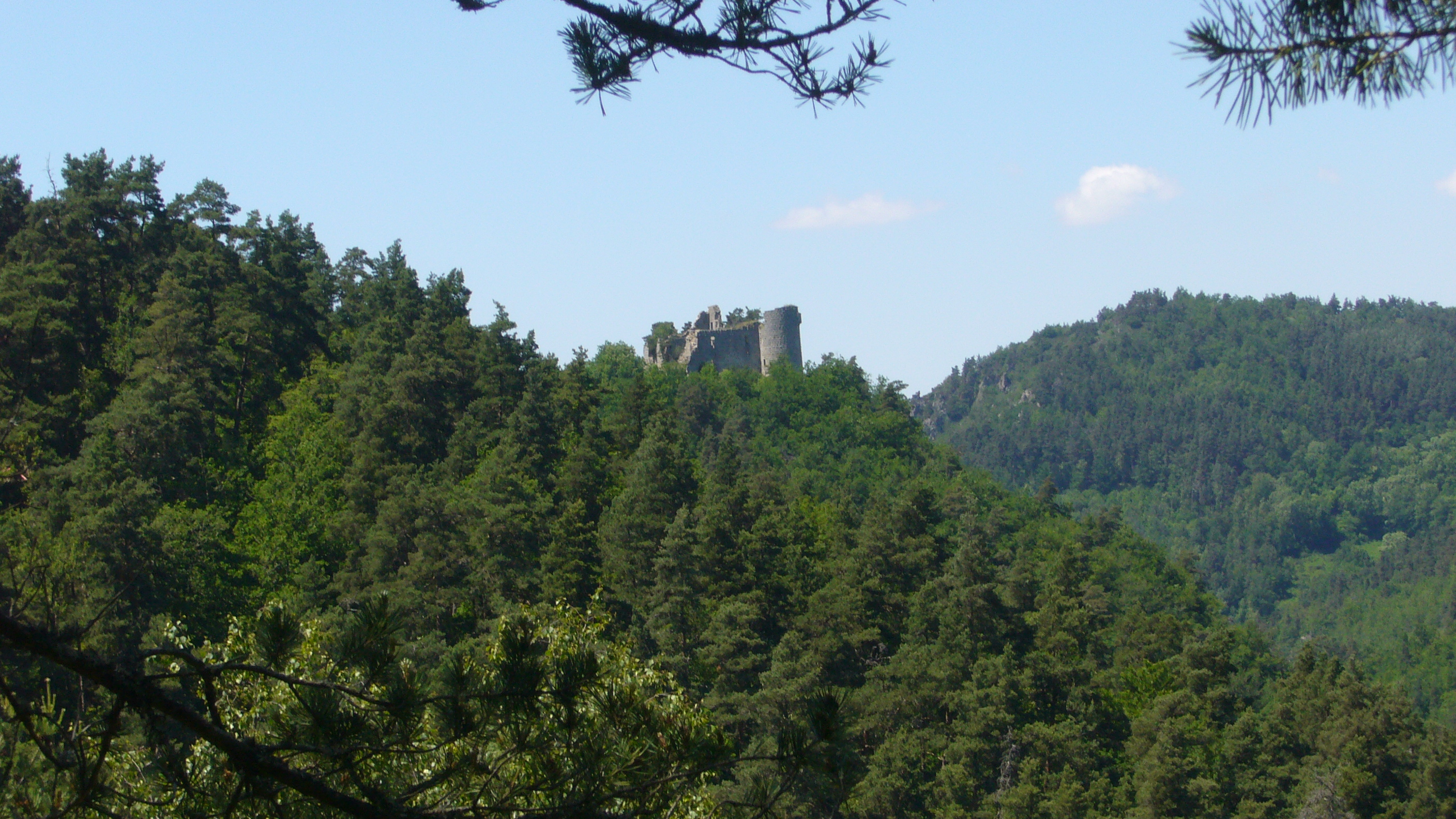
Garde várának romjai
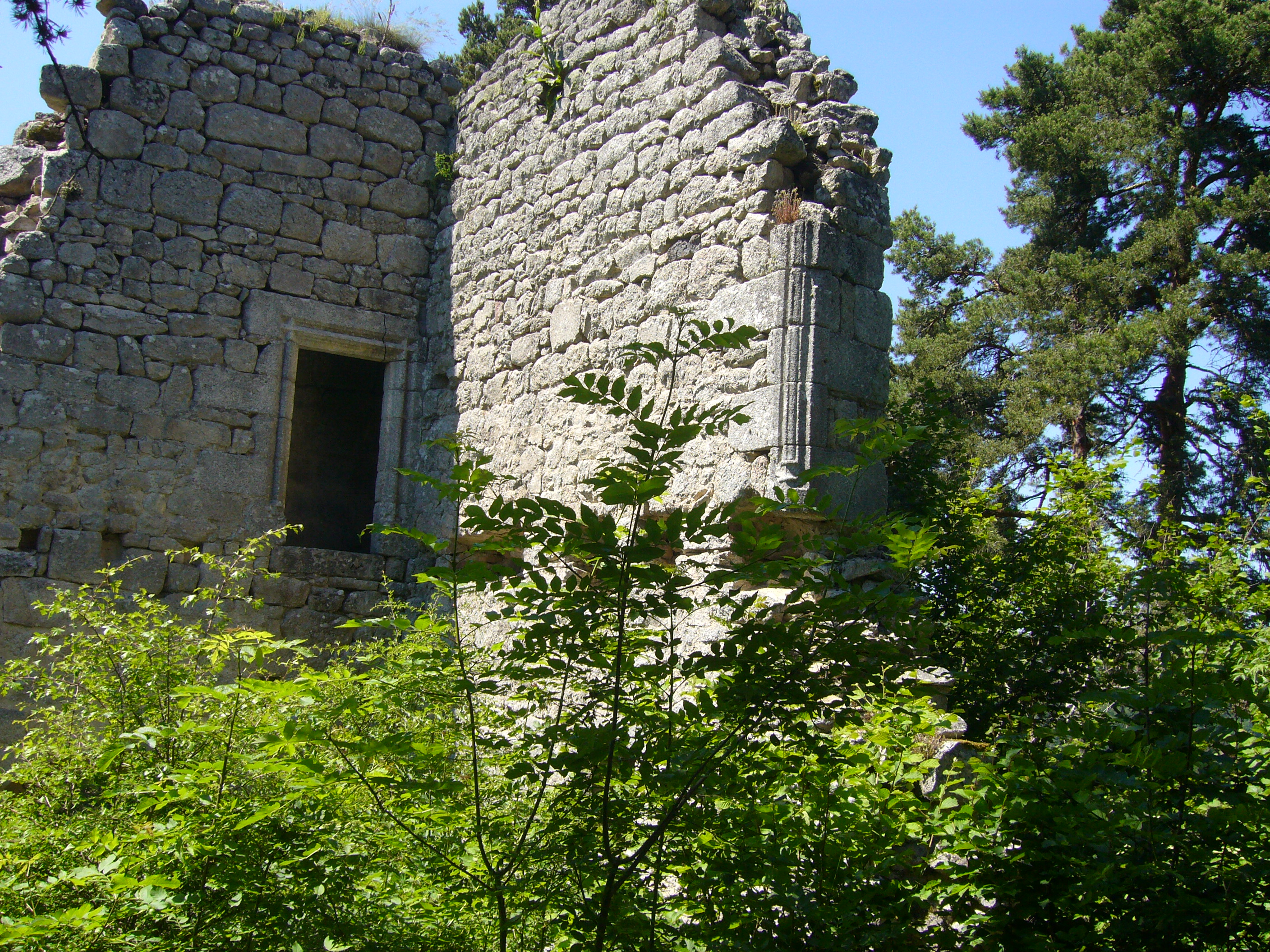
Garde várának romjai
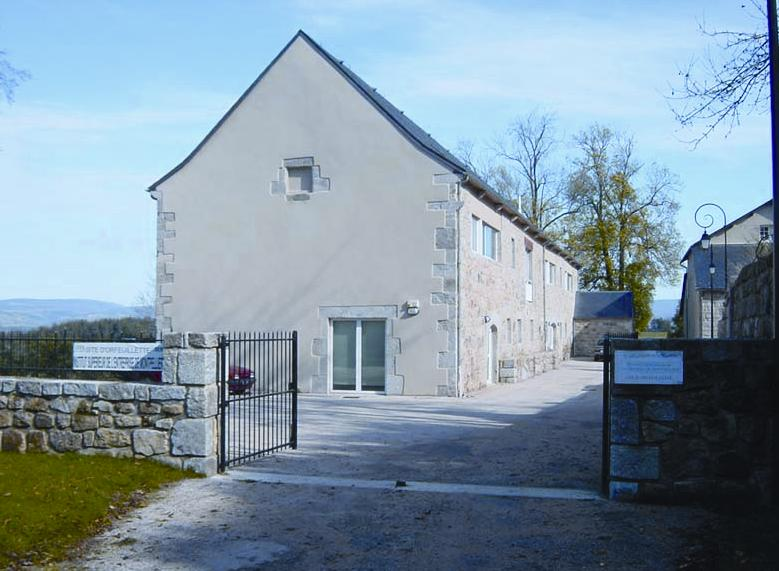
Orfeuille
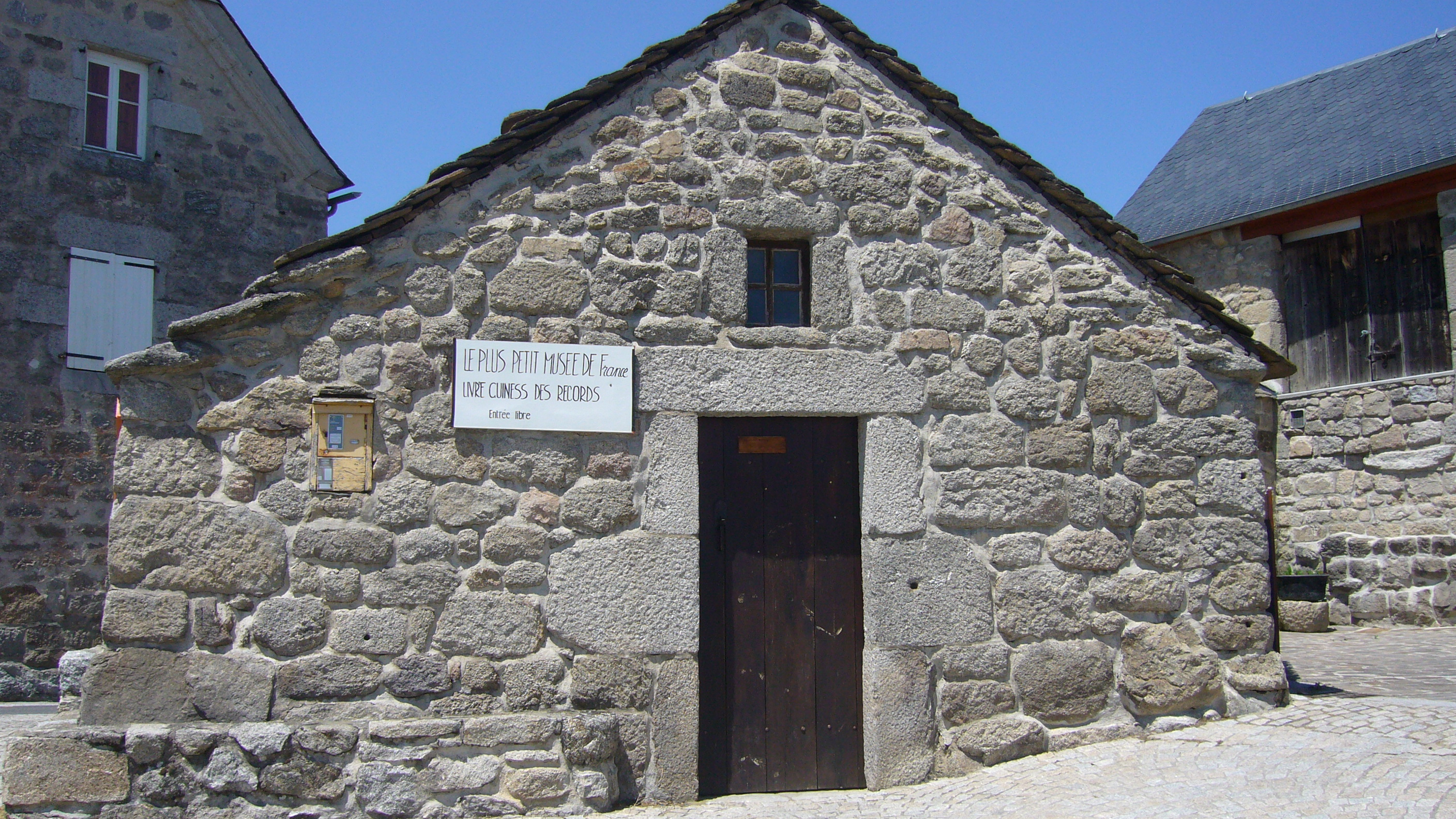
A világ legkisebb múzeuma

## Kapcsolódó szócikk
- Lozère megye községei